# Gare de Lannion
Gare de Lannion – stacja kolejowa w Lannion, w departamencie Côtes-d’Armor, w regionie Bretania, we Francji.
Została otwarta w 1881 przez Compagnie des chemins de fer de l'Ouest. Dziś jest stacją Société nationale des chemins de fer français (SNCF), obsługiwaną przez pociągi TGV i TER Bretagne.